# والنشتات
والنشتات در سرگان ارلان (ولکره) در کانتون سنت گالن در کشور سوئیس واقع شده‌است که ۴٬۶۰۰ نفر  جمعیت دارد.